# Hospital Kasr-el-Aini

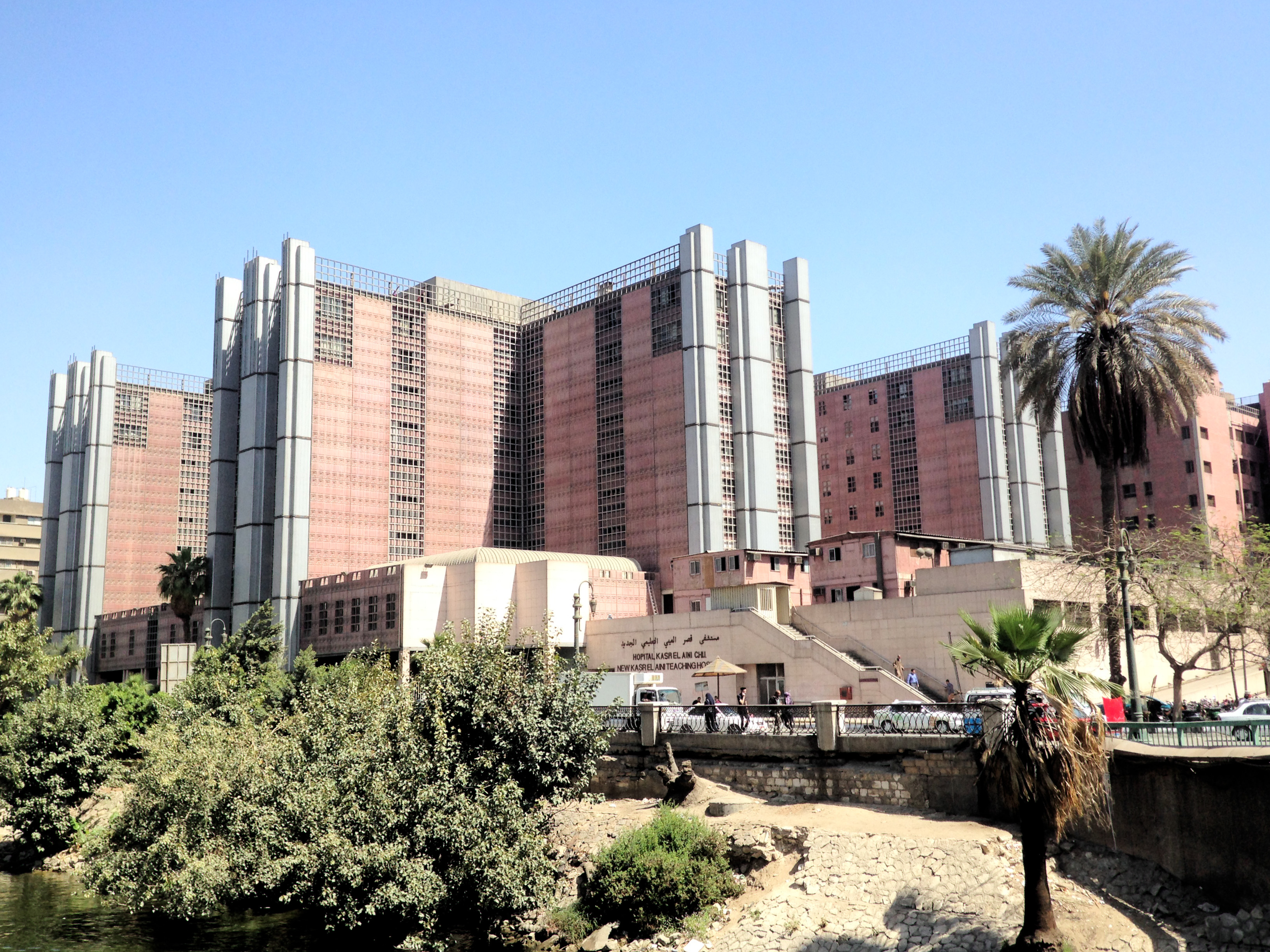
Novo Hospital Universitário Kasr Al Ainy.

O Hospital Kasr-el-Aini (قصر العيني, Qasr-ul-'Ayni) é um hospital público da cidade do Cairo (Egipto), sendo uma unidade de saúde de referência no estudo e tratamento das parasitoses. Fundado em 1827, funciona como hospital universitário da Universidade do Cairo, mantendo estruturas de ensino e investigação médica.